# Vital Eiselt
Vital Eiselt, né le 6 mai 1941, à Ljubljana, en Yougoslavie, est un ancien joueur yougoslave de basket-ball.

## Palmarès
- Finaliste du championnat du monde 1963
- Finaliste du championnat d'Europe 1961, 1965
- Champion de Yougoslavie 1966, 1970